# Artyom Ivanovics Mikojan
Artyom Ivanovics Mikojan (örményül: Արտյոմ (Անուշավան) Հովհաննեսի Միկոյան, oroszul: Артём Ива́нович Микоя́н, Szanahin, 1905. augusztus 5. – Moszkva, 1970. december 9.) örmény nemzetiségű szovjet repülőgép-tervezőmérnök, Anasztasz Mikojan szovjet politikus öccse. Mihail Ioszifovics Gureviccsel közösen hozta létre a Mikojan–Gurevics tervezőirodát (OKB–155), melynek gépei a nevük kezdőbetűiből alkotott MiG típusjelzést viselik.

## Élete

### Fiatalkora
Artyom Ivanovics Mikojan 1905. augusztus 5-én született Anusavan Hovhanneszi Mikojan néven a mai Örményországban, Szanahin faluban. Édesapja Ovanesz Mikojan, aki ácsként dolgozott egy francia tulajdonú rézbányában, édesanyja Talida Otarovna. Idősebbik bátyja, Ervand katonai szolgálatot teljesített az első világháború során, később a Szent György-keresztet is megkapta. Fiatalabbik bátyja, Anasztasz kapcsolatba került a kommunistákkal, ahol jelentős karriert futott be, a későbbiekben a Szovjetunió államfői pozíciójáig jutott.
A háború végén a török hadsereg alakulatai 1918 folyamán bevonultak Szanahinba. Az ekkor 13 éves fiú a családjával együtt elmenekült, ekkor történt, hogy nem messze tőlük egy Farman típusú repülőgép hajtott végre kényszerleszállást, ami mély benyomást hagyott a fiúban, és felkeltette a repülőgépek iránti érdeklődését. Még ebben az évben elhunyt az édesapja, így anyja közbenjárására Tbilisziben folytatta tanulmányait, ahol az akkor már forradalmárnak számító bátyja, Anasztasz is élt. Általános tanulmányainak befejezése után csak rövid ideig  maradt Tbilisziben, mivel 1923-ban bátyja hívására Rosztov-na-Donu városába költözött, ahol kitanulta az esztergályos szakmát. 1925-ben Moszkvában esztergályosként a Dinamó-gyárban helyezkedik el. 1928-ban hívják be a Vörös Hadseregbe, ahol elvégezte az Ivanovói Katonai Iskolát, és 1931-ben beiskolázzák a Zsukovszkij Katonai Akadémiára.

### Korai munkássága
Katonai szolgálata után beiratkozott a Légierő Zsukovszkij Akadémiájához. 1935-ben a harkovi repülőgépgyárba vezényelték szakmai gyakorlatra. A diplomamunkája – és egyben egyben első repülőgépe – az Oktyabrjonok elnevezésű repülőgép megtervezése volt: a kis tolólégcsavaros egyfedelű gépet 1936-ban építette osztálytársai, Pavlov és Szamarin segítségével. Tanulmányait kitűnő eredménnyel fejezte be és egyúttal az ejtőernyős és a pilótavizsgát is letette.
A  tervezőmérnöki diploma kézhezvétele után, 1937-ben Mikojant az egyik vadászgép-átvételi csoport parancsnokává nevezték ki. Innen nem sokkal később a Nyikolaj Nyikolajevics Polikarpov vezette Központi Tervezőirodába került, ahol az I–153 sorozatgyártását készítette elő. Itt ismerkedett meg kollégájával, Mihail Ioszifovics Gureviccsel, akivel később a legendás tervezőirodát létrehozták. Mivel Polikarpov szakmai és politikai tekintélye eddigre megkopott, így felsőbb utasításra, mialatt a konstruktőr 1939 decemberében Németországba utazott, Moszkvában leválasztották a korábbi csapat egy jelentősebb részét, majd egy új repülőgép-tervező csoportot hoztak létre, amely az 1. számú Állami Repülőgépgyárat is felügyelhette. Ennek a tervezőcsapatnak a vezetőjévé nevezték ki Mikojant, a második számú vezető Gurevics lett. Első projektjük a még Polikarpov által elkezdett I–200 jelzésű projekt befejezése volt, a kész vadászgép később a MiG–1 típusjelzést kapta. A kis darabszámban épített gép nem volt tökéletes, és súlyos veszteségeket szenvedett a Barbarossa hadművelet elején, így a későbbiekben a továbbfejlesztett változatát, a MiG–3-at gyártották. 1942 márciusában az iroda az OKB MiG nevet kapta. A további típusok, a MiG–5, MiG–7 és MiG–8 Utka nem jutottak túl a prototípus fázison, így kísérleti gépek maradtak.

### A MiG és a sugárhajtású vadászgépek

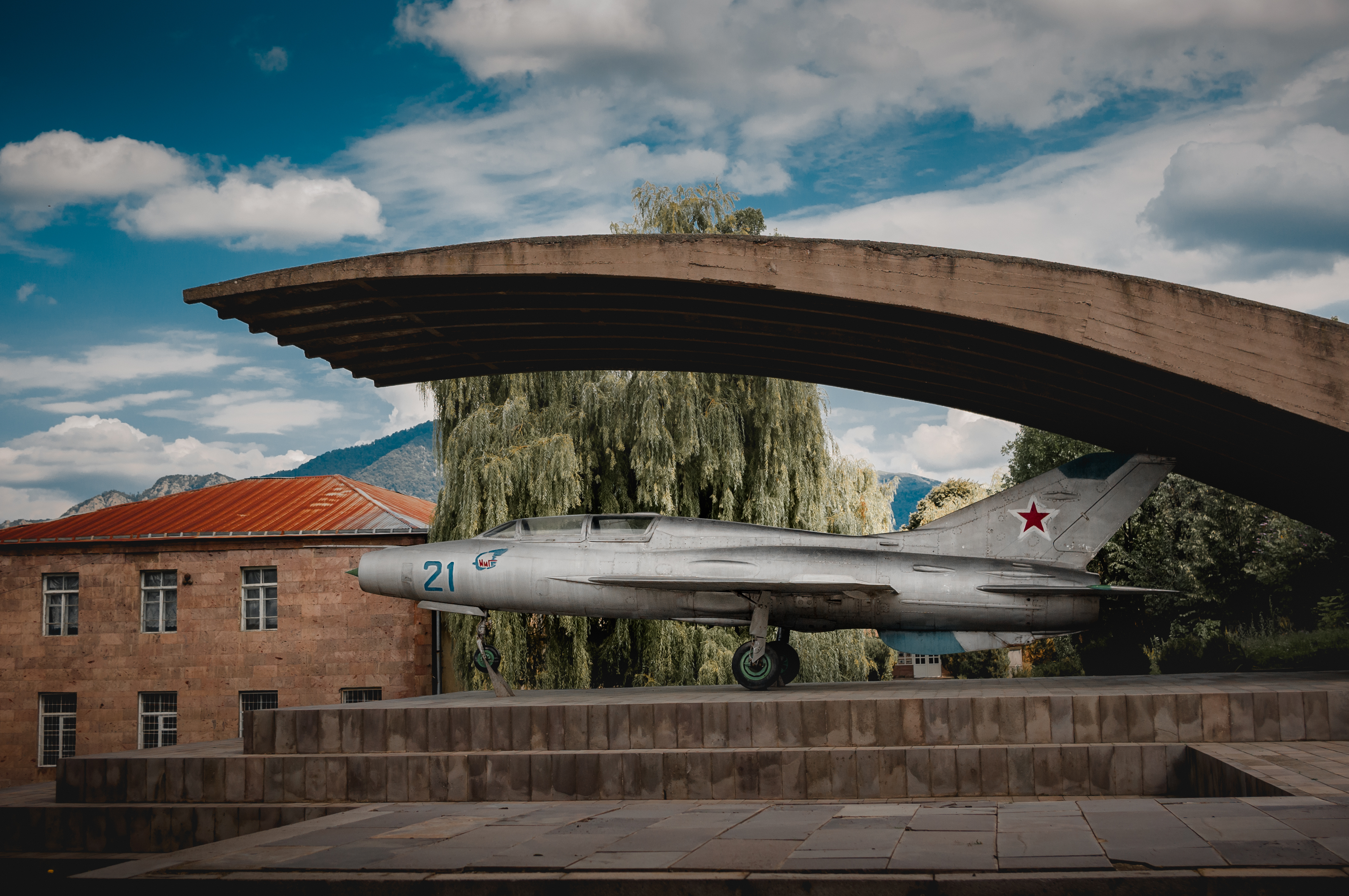
MiG–21-emlékmű a Mikojan fivérek szanahini múzeuma mellett.

A háború utáni korai tervek főleg Alekszandr Bereznyak munkásságán, megszerzett német sugárhajtású vadászgépeken és Nagy-Britannia vagy az Egyesült Államok által szolgáltatott információkon alapultak. 1946-ig a szovjet tervezőknek még mindig gondjaik voltak a német gyártmányú, axiális áramlású BMW 003 sugárhajtómű tökéletesítésével, habár a 003 tervrajzait a szovjetek megszerezték a Berlin melletti Basdorf-Zühlsdorf gyárból. A 003 gyártását a kazanyi 16. sz. gépgyár (napjainkban: Kazanyi Motorgyártó Termelési Egyesülés) kezdte el, ahol a 003 sugárhajtóművet RD–20 típusjellel állították elő 1946-tól. A gyártás megszervezését a 16. számú gépgyár tervezőirodájának vezetője, Szergej Koloszov irányította. A tervezőirodák újabb repülőgéptervei és a szubszonikus aerodinamikájú szárnyak azzal a lehetőséggel fenyegettek, hogy túlságosan lemarad a hozzájuk szükséges, megfelelő tolóerővel rendelkező sugárhajtóművek fejlesztése, és ezzel a teljes repülőgép-fejlesztési folyamat megakadhat. Mihail Hrunyicsev szovjet repülőgépgyártási miniszter és Alekszandr Szergejevics Jakovlev repülőgép-tervező azt javasolták Sztálinnak, hogy a Szovjetunió vásároljon fejlett sugárhajtóműveket a britektől. Sztálin állítólag erre azt válaszolta: „Miféle bolond fogja eladni nekünk a titkait?” Ennek ellenére hozzájárult a javaslathoz, így Mikojan, Klimov motortervező és más tisztviselők az Egyesült Királyságba utaztak, hogy megvásárolhassák a hajtóműveket. Sztálin csodálkozására a brit munkáspárti kormány és a szovjetbarát kereskedelmi miniszter, Sir Stafford Cripps hajlandó volt műszaki információkat és engedélyt adni a Rolls-Royce RB.41 Nene centrifugálkompresszoros sugárhajtómű gyártásához. Ezt a motort fordítottan és módosított formában gyártották, mint a belőle létrehozott szovjet Klimov VK–1 sugárhajtóművet, amelyet később beépítettek a MiG–15-be. A Rolls-Royce később sikertelenül próbált 207 000 000 font licencdíjat igényelni a Szovjetuniótól.
Időközben, 1947. április 15-én a Szovjetunió Minisztertanácsa kiadta a 493-192. számú rendeletet, amelyben előírta a Mikojan OKB számára két prototípus elkészítését egy új sugárhajtású vadászgép számára. Mivel a rendelet ugyanezen év decemberében már az első repüléseket is előírta, az OKB–155 tervezői kényszerből visszaléptek egy korábbi problémás konstrukcióhoz, az 1946-os MiG–9-hez. A gép 2 darab RD–20 hajtóművet használt, ami megbízhatatlannak bizonyult tolóereje miatt, emellett a repülőgép egyenes szárnya vezérlési problémákhoz vezetett.
A háború utáni korszakban csak az I–270 prototípusa volt sugárhajtású. Az egyenes szárnyú vadászgép tervezése a soha nem gyártott német Messerschmitt Me 263 dokumentációin alapult, amelyek némi hatást gyakoroltak a jövőbeli MiG vadászgép-tervekre. Az ezzel szerzett tapasztalatoknak köszönhetően végül kidolgozták az együléses MiG-15 vadászgép, az I-310 prototípusát. A brit Nene sugárhajtómű Klimov VK–1 változatával ez a kialakítás lett a sorozatgyártású MiG–15, amely 1948. december 31-én repült először, tizenöt hónappal az amerikai vetélytársa, az XP prototípusa után. Vegyes eredete ellenére a repülőgép kiváló teljesítményt nyújtott, és számos jövőbeli vadászgép alapját képezte. A MiG–15 eredetileg az amerikai bombázók elfogására lett tervezve, mint például a B–29 Superfortress, de az F–86 Sabre rettegett ellenfeleként is hírnevet szerzett magának a koreai háború során. A MiG–15-ből többféle változatot építettek, ezekből a leggyakoribb a MiG–15UTI (NATO-kódja Midget) kétüléses oktatógép volt. Végül több mint 18 000 MiG–15-öt gyártottak, ezzel a legnagyobb darabszámú sugárhajtású vadászgéppé vált. A típusból fejlesztették tovább a MiG–17 és a MiG–19 vadászgépeket.

### Későbbi munkássága
1952-től Mikojan olyan rakétarendszereket is tervezett, amelyeket kifejezetten a saját repülőgépeinek, például a híres MiG–21-nek szántak. Az 1950-es és 1960-as években is kivette a részét a modern vadászgépek tervezéséből és gyártásából. Érdemeiért igen sok elismerésben részesült: kétszer is megkapta a legmagasabb polgári kitüntetést, a Szocialista munka hőse kitüntetést, és hatszor is a Szovjetunió Legfelsőbb Tanácsának képviselője volt. 1953. október 23-tól a Szovjet Tudományos Akadémia levelező, majd 1968. novemberétől rendes tagjává választotta. Miután 1969-ben stroke-ot kapott, a következő évben Artyom Ivanovics Mikojan vezérezredes 65 éves korában, 1970. december 9-én Moszkvában elhunyt, holttestét a moszkvai Novogyevicsij temetőben helyezték örök nyugalomra. Egykori főkonstruktőrének halála után a tervezőiroda neve Mikojan-Gurevicsről egyszerűen Mikojanra változott, habár a rövidítése továbbra is MiG maradt. A tervezőiroda még több évtizeden át meghatározó maradt a szovjet szuperszonikus vadászgép-fejlesztésben.

## Jelentősebb repülőgépek, melyek fejlesztésében részt vett
- MiG–1
- MiG–3
- MiG–9
- MiG–15
- MiG–17
- MiG–19
- MiG–21
- MiG–23
- MiG–25

## Fordítás
- Ez a szócikk részben vagy egészben  az   Artem Mikoyan című angol Wikipédia-szócikk ezen változatának fordításán alapul.  Az eredeti cikk szerkesztőit annak laptörténete sorolja fel. Ez a jelzés csupán a megfogalmazás eredetét és a szerzői jogokat jelzi, nem szolgál a cikkben szereplő információk forrásmegjelöléseként.